# Allocosa mascatensis
Allocosa mascatensis là một loài nhện trong họ wolfspinnen (Lycosidae).
Loài này thuộc chi Allocosa. Allocosa mascatensis được Eugène Simon miêu tả năm 1898.